# Nousseviller-lès-Bitche
Nousseviller-lès-Bitche là một xã trong tỉnh Moselle, vùng Grand Est đông bắc nước Pháp.